# Юнион-Сити (Калифорния)
Юнион-Сити (англ. Union City) — город в округе Аламида в штате Калифорния в Соединённых Штатах Америки, в области залива Сан-Франциско.
Согласно данным переписи населения США 2020 года число жителей города 
составляло 70 143 человек, что чуть больше (+ 0.9%), чем было во время предыдущей переписи проводившейся в 2010 году (69 516 человек).

## История
Первыми известными жителями этих земель, проживавшими вдоль ручьев Аламеда и Драй-Крик, были коренные американцы из народа олони, на что указывают курганы вдоль топей ручья Аламеда. 

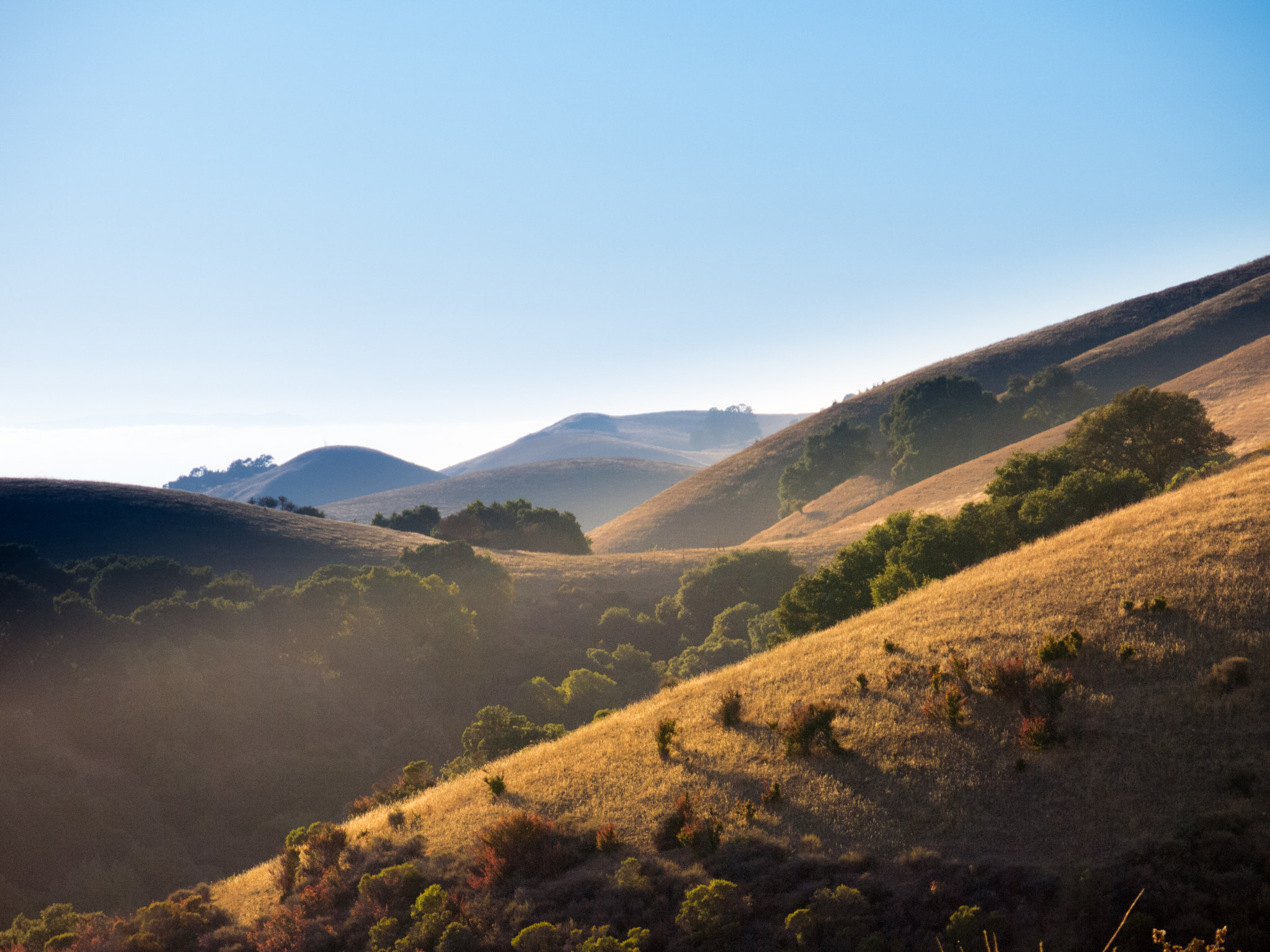
Природа Юнион-Сити

Первое европейское сообщество было основано в 1850 году Джоном и Уильямом Хорнерами, которые назвали его «Union City» в честь их парохода на реке Сакраменто «Союз».
Первым успешным крупным предприятием города стал завод по переработке сахарной свеклы.
В 1999 году город был награждён премией All-America City Award (с англ. — «Всеамериканский город») присуждаемой Национальной гражданской лигой, которую неофициально называют «Нобелевской премией за конструктивное гражданство» и которая выдается за активную гражданскую позицию жителей некорпоративных сообществ Соединённых Штатов в жизни местного самоуправления.

## География
Юнион-Сити расположен примерно в 19 милях (31 км) к югу от Окленда, в 30 милях (48 км) от Сан-Франциско и в 20 милях (32 км) к северу от Сан-Хосе. Хейвард граничит городом на севере, а Фремонт и Ньюарк — на юге.
Согласно данным Бюро переписи населения США, общая площадь города составляет 19 квадратных миль (49 км2).